# 維金 (明尼蘇達州)
維金（英語：Viking）是一個位於美國明尼蘇達州馬歇爾縣的城市。

## 歷史
維金的郵局自1890年起營運至今。此地得名自维京人。

## 人口
根據2020年美國人口普查的數據，維金的面積為1.34平方千米，皆為陸地。當地共有人口79人，而人口密度為每平方千米59人。